# Daniel Caggiani
Daniel Caggiani Gómez (Montevideo, 20 de julio de 1983) es un político uruguayo perteneciente al Movimiento de Participación Popular (MPP), Frente Amplio
Fue Senador de la República por el Espacio 609 tras el fallecimiento del exministro Eduardo Bonomi. Desde el año 2011 hasta su asunción como Senador en marzo de 2022 se desempeñó como diputado en representación del Departamento de Montevideo. Durante el 2019 ejerció la presidencia del Parlasur.

## Biografía
Sus estudios primarios los realizó en la Escuela Nº 105 Carlos Vaz Ferreira del barrio Solís en Montevideo. La educación secundaria la cursó en el Liceo Nº 18, hasta completar el ciclo básico, finalizando el bachillerato en el Liceo N° 36 Instituto Batlle y Ordóñez. 
Ha cursado estudios de profesorado de Historia en el Instituto de Profesores Artigas y de la Licenciatura en Desarrollo, en la Facultad de Ciencias Sociales (Universidad de la República).
Su hermano es el maestro y funcionario Pablo Caggiani. 

## Ámbito político
Comenzó su militancia en el Liceo N° 18. 
Milita en el Movimiento de Participación Popular (MPP) desde 1998, del que integra actualmente su Dirección Nacional y su Comité Ejecutivo.
Durante el período comprendido entre 2006 y 2011 se desempeñó como asesor en la Dirección del Departamento de Desarrollo Económico e Integración Regional de la Intendencia Departamental de Montevideo.
En las elecciones de 2009 resultó electo Representante Nacional por el Departamento de Montevideo por el Espacio 609 del Frente Amplio.
En las elecciones presidenciales y legislativas realizadas el 26 de octubre de 2014 fue reelecto como Representante Nacional por Montevideo por el Espacio 609 para integrar la legislatura que comenzó el 15 de febrero de 2015. Una vez más es reelecto en octubre de 2019, para el periodo 2020-2025.
En el ámbito internacional, fue integrante del Parlamento Latinoamericano (Parlatino) entre los años 2011 y 2014 y actualmente es miembro integrante de la Unión interparlamentaria (UIP) por el Parlamento uruguayo y de la Asamblea Euro-latinoamericana (Eurolat) por el Parlamento del MERCOSUR (Parlasur), organismo que integra desde el año 2015 y que presidió en representación de Uruguay en el año 2019.
En marzo de 2022, asumió la banca en el Senado en lugar del exministro Eduardo Bonomi, fallecido en febrero del mismo año, continuando el trabajo en las comisiones de Asuntos Internacionales, Asuntos Laborales y Seguridad Social, Inteligencia, Deporte y Juventud, Medio Ambiente, y Transporte y Obras Públicas.
El pasado 27 de octubre de 2024 en las elecciones nacionales, fue reelecto Senador de la República, nuevamente por la lista 609 del lema Frente Amplio.